# Tour du Finistère 2016
La 31e édition du Tour du Finistère a eu lieu le 16 avril 2016. La course fait partie du calendrier UCI Europe Tour 2016 en catégorie 1.1. C'est également la septième épreuve de la Coupe de France de cyclisme sur route 2016.
L'épreuve a été remportée lors d'un sprint d'une vingtaine de coureurs par le Belge Baptiste Planckaert (Wallonie Bruxelles-Group Protect) qui s'impose respectivement devant les deux Français Samuel Dumoulin (AG2R La Mondiale) et Alexandre Geniez (FDJ).
Le Français Anthony Perez (Cofidis) gagne le classement des sprints tandis que l'Estonien Mihkel Räim (Cycling Academy) finit meilleur jeune.
Pour la Coupe de France, Baptiste Planckaert conserve logiquement la tête du classement individuel, le Français Rudy Barbier (Roubaix Métropole européenne de Lille) fait de même pour celui des jeunes et la formation française Cofidis s'empare quant à elle de la tête du classement par équipes.

## Présentation

### Équipes
Classé en catégorie 1.1 de l'UCI Europe Tour, le Tour du Finistère est par conséquent ouvert aux WorldTeams dans la limite de 50 % des équipes participantes, aux équipes continentales professionnelles, aux équipes continentales et aux équipes nationales.
Dix-sept équipes participent à ce Tour du Finistère - deux WorldTeams, six équipes continentales professionnelles et neuf équipes continentales :
| UCI WorldTeams   | UCI WorldTeams | UCI WorldTeams |
| Nom de l'équipe  | Pays           | Code           |
| ---------------- | -------------- | -------------- |
| AG2R La Mondiale | France         | ALM            |
| FDJ              | France         | FDJ            |

| Équipes continentales professionnelles | Équipes continentales professionnelles | Équipes continentales professionnelles |
| Nom de l'équipe                        | Pays                                   | Code                                   |
| -------------------------------------- | -------------------------------------- | -------------------------------------- |
| Cofidis                                | France                                 | COF                                    |
| Delko-Marseille Provence-KTM           | France                                 | DMP                                    |
| Direct Énergie                         | France                                 | DEN                                    |
| Fortuneo-Vital Concept                 | France                                 | FVC                                    |
| Roth                                   | Suisse                                 | ROT                                    |
| Wanty-Groupe Gobert                    | Belgique                               | WGG                                    |

| Équipes continentales                 | Équipes continentales | Équipes continentales |
| Nom de l'équipe                       | Pays                  | Code                  |
| ------------------------------------- | --------------------- | --------------------- |
| 3M                                    | Belgique              | MMM                   |
| Armée de Terre                        | France                | ADT                   |
| Bridgestone Anchor                    | Japon                 | BGT                   |
| Cycling Academy                       | Israël                | CAT                   |
| Euskadi Basque Country-Murias         | Espagne               | EUS                   |
| HP BTP-Auber 93                       | France                | AUB                   |
| Kuota-Lotto                           | Allemagne             | TKG                   |
| Roubaix Métropole européenne de Lille | France                | RML                   |
| Wallonie Bruxelles-Group Protect      | Belgique              | WBC                   |

### Primes
Les vingt prix sont attribués suivant le barème de l'UCI,. Le total général des prix distribués est de 14 477 €.
| Position | 1er     | 2e      | 3e      | 4e    | 5e    | 6e    | 7e    | 8e    | 9e    | 10e à 20e |
| Prix     | 5 785 € | 2 895 € | 1 445 € | 715 € | 580 € | 433 € | 433 € | 287 € | 287 € | 147 €     |

## Classements

### Classement final
| \| Classement général \| Classement général \| Classement général \| Classement général \| Classement général \| \| Coureur \| Coureur \| Pays \| Équipe \| Temps \| \| ------------------ \| ------------------- \| ------------------ \| ------------------------------------- \| ------------------ \| \| 1er \| Baptiste Planckaert \| Belgique \| Wallonie Bruxelles-Group Protect \| 4 h 34 min 55 s \| \| 2e \| Samuel Dumoulin \| France \| AG2R La Mondiale \| + 0 s \| \| 3e \| Alexandre Geniez \| France \| FDJ \| + 0 s \| \| 4e \| Julien Simon \| France \| Cofidis, Solutions Crédits \| + 0 s \| \| 5e \| Romain Feillu \| France \| HP BTP-Auber 93 \| + 0 s \| \| 6e \| Olivier Pardini \| Belgique \| Wallonie Bruxelles-Group Protect \| + 0 s \| \| 7e \| Maxime Vantomme \| Belgique \| Roubaix Métropole européenne de Lille \| + 0 s \| \| 8e \| Lilian Calmejane \| France \| Direct Énergie \| + 0 s \| \| 9e \| Maxime Renault \| France \| HP BTP-Auber 93 \| + 0 s \| \| 10e \| Armindo Fonseca \| France \| Fortuneo-Vital Concept \| + 0 s \| |                     |          |                                       |                 |
| |                     |          |                                       |                 |
| Sources : ProCyclingStats Cycling Quotient Cycling Archives |                     |          |                                       |                 |
| Classement général |                     |          |                                       |                 |
| Coureur | Coureur             | Pays     | Équipe                                | Temps           |
| 1er | Baptiste Planckaert | Belgique | Wallonie Bruxelles-Group Protect      | 4 h 34 min 55 s |
| 2e | Samuel Dumoulin     | France   | AG2R La Mondiale                      | + 0 s           |
| 3e | Alexandre Geniez    | France   | FDJ                                   | + 0 s           |
| 4e | Julien Simon        | France   | Cofidis, Solutions Crédits            | + 0 s           |
| 5e | Romain Feillu       | France   | HP BTP-Auber 93                       | + 0 s           |
| 6e | Olivier Pardini     | Belgique | Wallonie Bruxelles-Group Protect      | + 0 s           |
| 7e | Maxime Vantomme     | Belgique | Roubaix Métropole européenne de Lille | + 0 s           |
| 8e | Lilian Calmejane    | France   | Direct Énergie                        | + 0 s           |
| 9e | Maxime Renault      | France   | HP BTP-Auber 93                       | + 0 s           |
| 10e | Armindo Fonseca     | France   | Fortuneo-Vital Concept                | + 0 s           |

### Classements annexes
| Classement des sprints | Classement des sprints | Classement des sprints | Classement des sprints | Classement des sprints |
| ---------------------- | ---------------------- | ---------------------- | ---------------------- | ---------------------- |
|                        | Coureur                | Pays                   | Équipe                 | Point(s)               |
| 1er                    | Anthony Perez          | France                 | Cofidis                | 13 points              |
| 2e                     | Perrig Quéméneur       | France                 | Direct Énergie         | 12 pts                 |
| 3e                     | Brice Feillu           | France                 | Fortuneo-Vital Concept | 6 pts                  |
| modifier               |                        |                        |                        |                        |

| Classement du meilleur jeune | Classement du meilleur jeune | Classement du meilleur jeune | Classement du meilleur jeune | Classement du meilleur jeune |
|                              | Coureur                      | Pays                         | Équipe                       | Temps                        |
| ---------------------------- | ---------------------------- | ---------------------------- | ---------------------------- | ---------------------------- |
| 1er                          | Mihkel Räim                  | Estonie                      | Cycling Academy              | en 4 h 34 min 55 s           |
| 2e                           | Guillaume Martin             | France                       | Wanty-Groupe Gobert          | + 17 s                       |
| 3e                           | Kévin Lebreton               | France                       | Armée de Terre               | + 17 s                       |
| modifier                     |                              |                              |                              |                              |

### Classement de la Coupe de France

#### Classement individuel

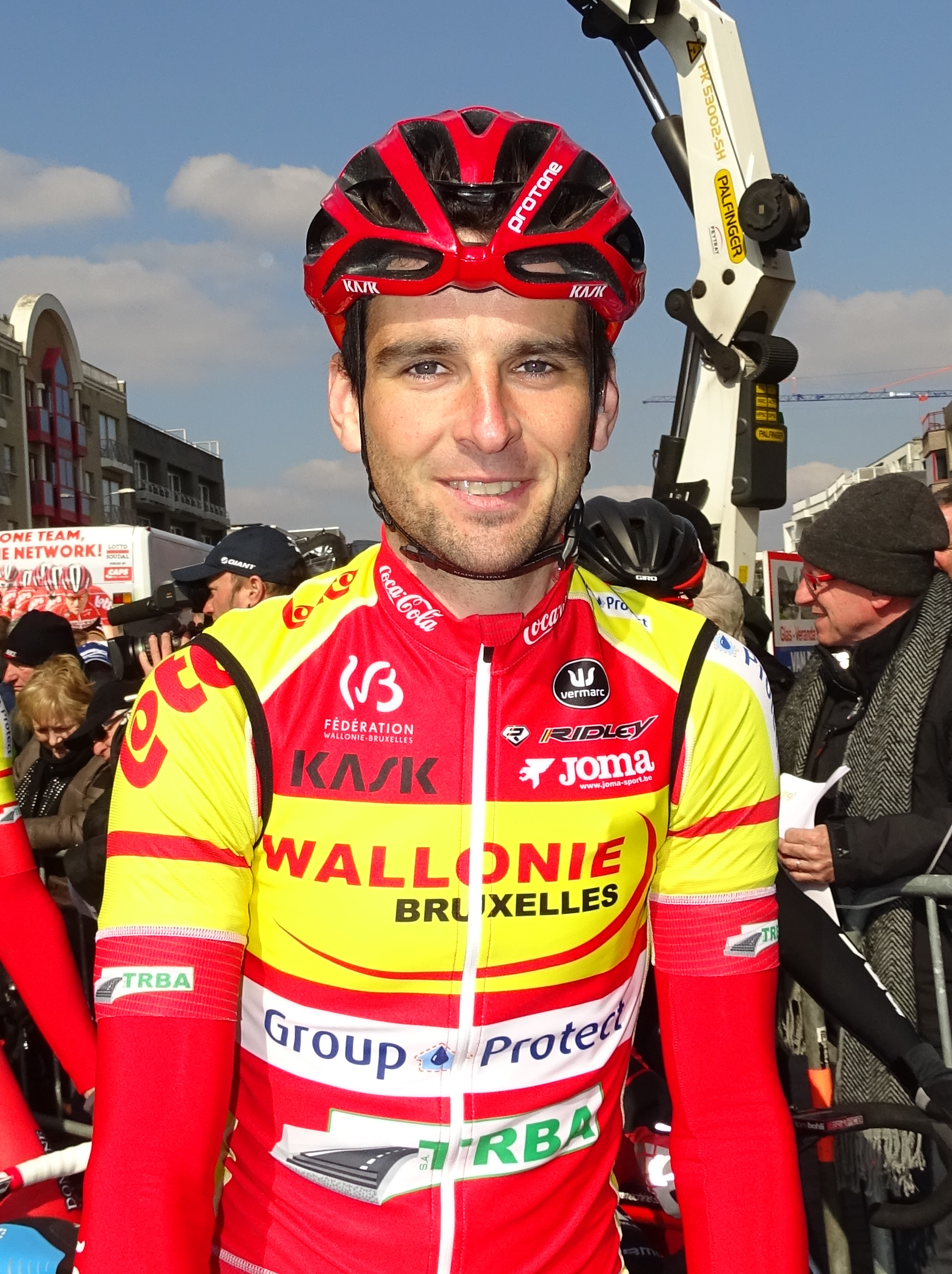
Baptiste Planckaert est le leader de la Coupe de France.

| Top dix de la Coupe de France à l'issue de la 7e manche | Top dix de la Coupe de France à l'issue de la 7e manche | Top dix de la Coupe de France à l'issue de la 7e manche | Top dix de la Coupe de France à l'issue de la 7e manche | Top dix de la Coupe de France à l'issue de la 7e manche |
| ------------------------------------------------------- | ------------------------------------------------------- | ------------------------------------------------------- | ------------------------------------------------------- | ------------------------------------------------------- |
|                                                         | Coureur                                                 | Pays                                                    | Équipe                                                  | Point(s)                                                |
| 1er                                                     | Baptiste Planckaert                                     | Belgique                                                | Wallonie Bruxelles-Group Protect                        | 162 points                                              |
| 2e                                                      | Samuel Dumoulin                                         | France                                                  | AG2R La Mondiale                                        | 80 pts                                                  |
| 3e                                                      | Rudy Barbier                                            | France                                                  | Roubaix Métropole européenne de Lille                   | 56 pts                                                  |
| 4e                                                      | Bryan Coquard                                           | France                                                  | Direct Énergie                                          | 56 pts                                                  |
| 5e                                                      | Loïc Chetout                                            | France                                                  | Cofidis                                                 | 55 pts                                                  |
| 6e                                                      | Clément Venturini                                       | France                                                  | Cofidis                                                 | 51 pts                                                  |
| 7e                                                      | Anthony Turgis                                          | France                                                  | Cofidis                                                 | 50 pts                                                  |
| 8e                                                      | Daniel McLay                                            | Royaume-Uni                                             | Fortuneo-Vital Concept                                  | 50 pts                                                  |
| 9e                                                      | Cyril Gautier                                           | France                                                  | AG2R La Mondiale                                        | 50 pts                                                  |
| 10e                                                     | Dries Devenyns                                          | Belgique                                                | IAM                                                     | 50 pts                                                  |
| modifier                                                |                                                         |                                                         |                                                         |                                                         |

#### Classement individuel des jeunes

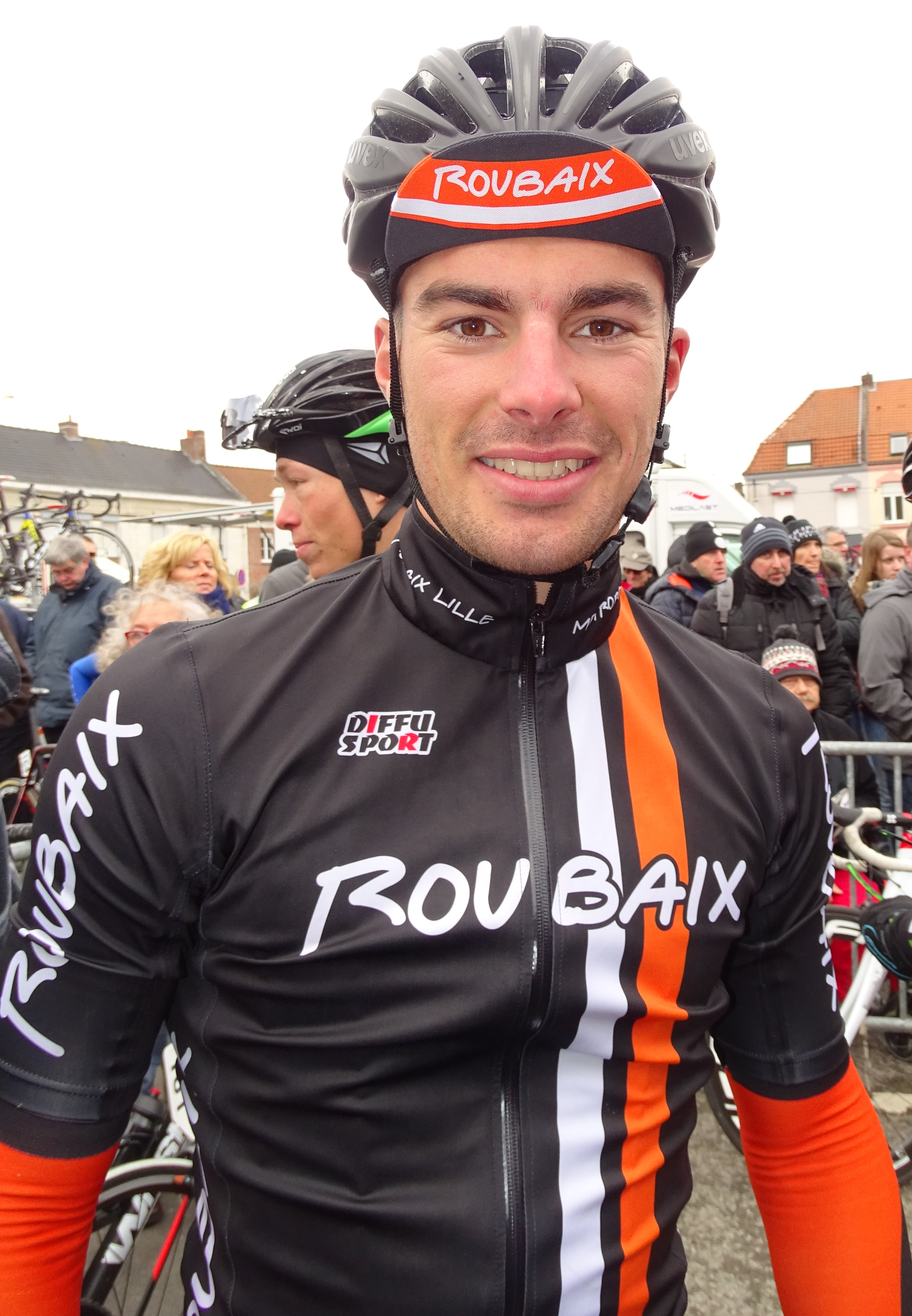
Rudy Barbier est le leader de la Coupe de France des jeunes.

| Top dix de la Coupe de France à l'issue de la 7e manche | Top dix de la Coupe de France à l'issue de la 7e manche | Top dix de la Coupe de France à l'issue de la 7e manche | Top dix de la Coupe de France à l'issue de la 7e manche | Top dix de la Coupe de France à l'issue de la 7e manche |
| ------------------------------------------------------- | ------------------------------------------------------- | ------------------------------------------------------- | ------------------------------------------------------- | ------------------------------------------------------- |
|                                                         | Coureur                                                 | Pays                                                    | Équipe                                                  | Point(s)                                                |
| 1er                                                     | Rudy Barbier                                            | France                                                  | Roubaix Métropole européenne de Lille                   | 56 points                                               |
| 2e                                                      | Bryan Coquard                                           | France                                                  | Direct Énergie                                          | 56 pts                                                  |
| 3e                                                      | Loïc Chetout                                            | France                                                  | Cofidis                                                 | 55 pts                                                  |
| 4e                                                      | Clément Venturini                                       | France                                                  | Cofidis                                                 | 51 pts                                                  |
| 5e                                                      | Anthony Turgis                                          | France                                                  | Cofidis                                                 | 50 pts                                                  |
| 6e                                                      | Daniel McLay                                            | Royaume-Uni                                             | Fortuneo-Vital Concept                                  | 50 pts                                                  |
| 7e                                                      | Yannis Yssaad                                           | France                                                  | Armée de Terre                                          | 45 pts                                                  |
| 8e                                                      | Thomas Boudat                                           | France                                                  | Direct Énergie                                          | 35 pts                                                  |
| 9e                                                      | Kévin Ledanois                                          | France                                                  | Fortuneo-Vital Concept                                  | 25 pts                                                  |
| 10e                                                     | Nico Denz                                               | Allemagne                                               | AG2R La Mondiale                                        | 23 pts                                                  |
| modifier                                                |                                                         |                                                         |                                                         |                                                         |

#### Classement par équipes
| \| \| Top neuf de la Coupe de France à l'issue de la 7e manche[4] \| | \| \| Top neuf de la Coupe de France à l'issue de la 7e manche[4] \| | \| \| Top neuf de la Coupe de France à l'issue de la 7e manche[4] \| | \| \| Top neuf de la Coupe de France à l'issue de la 7e manche[4] \| |
| -------------------------------------------------------------------- | -------------------------------------------------------------------- | -------------------------------------------------------------------- | -------------------------------------------------------------------- |
|                                                                      | Équipe                                                               | Pays                                                                 | Point(s)                                                             |
| 1                                                                    | Cofidis                                                              | France                                                               | 37                                                                   |
| 2                                                                    | Armée de Terre                                                       | France                                                               | 35                                                                   |
| 3                                                                    | Fortuneo-Vital Concept                                               | France                                                               | 35                                                                   |
| 4                                                                    | FDJ                                                                  | France                                                               | 32                                                                   |
| 5                                                                    | Roubaix Métropole européenne de Lille                                | France                                                               | 31                                                                   |
| 6                                                                    | AG2R La Mondiale                                                     | France                                                               | 31                                                                   |
| 7                                                                    | HP BTP-Auber 93                                                      | France                                                               | 30                                                                   |
| 8                                                                    | Direct Énergie                                                       | France                                                               | 24                                                                   |
| 9                                                                    | Delko-Marseille Provence-KTM                                         | France                                                               | 23                                                                   |
|                                                                      | Top neuf de la Coupe de France à l'issue de la 7e manche             |                                                                      |                                                                      |

### UCI Europe Tour
Ce Tour du Finistère attribue des points pour l'UCI Europe Tour 2016, par équipes seulement aux coureurs des équipes continentales professionnelles et continentales, individuellement à tous les coureurs sauf ceux faisant partie d'une équipe ayant un label WorldTeam.
| Position           | 1er | 2e | 3e | 4e | 5e | 6e | 7e | 8e | 9e | 10e | 11e | 12e | 13e à 15e | 16e à 25e |
| Classement général | 125 | 85 | 70 | 60 | 50 | 40 | 35 | 30 | 25 | 20  | 15  | 10  | 5         | 3         |

## Liste des participants
- Liste de départ complète

| Légende | Légende                                                                    | Légende | Légende                                                    |
| ------- | -------------------------------------------------------------------------- | ------- | ---------------------------------------------------------- |
| Num     | Dossard de départ porté par le coureur sur ce Tour du Finistère            | Pos     | Position à l'arrivée de la course                          |
|         | Indique un maillot de champion national ou mondial, suivi de sa spécialité | NP      | Indique un coureur qui n'a pas pris le départ de la course |
| AB      | Indique un coureur qui n'a pas terminé la course                           | HD      | Indique un coureur qui a terminé la course hors des délais |

| Wanty-Groupe Gobert WGG            | Wanty-Groupe Gobert WGG | Wanty-Groupe Gobert WGG |
| ---------------------------------- | ----------------------- | ----------------------- |
| Num                                | Coureur                 | Pos                     |
| 1                                  | Frederik Backaert (BEL) | 12e                     |
| 2                                  | Jérôme Baugnies (BEL)   | 66e                     |
| 3                                  | Dimitri Claeys (BEL)    | 38e                     |
| 4                                  | Danilo Napolitano (ITA) | AB                      |
| 5                                  | Lander Seynaeve (BEL)   | AB                      |
| 6                                  | Guillaume Martin (FRA)  | 28e                     |
| 7                                  | Mark McNally (GBR)      | NP                      |
| 8                                  | Robin Stenuit (BEL)     | AB                      |
| Directeur sportif : Steven De Neef |                         |                         |

| AG2R La Mondiale ALM           | AG2R La Mondiale ALM     | AG2R La Mondiale ALM |
| ------------------------------ | ------------------------ | -------------------- |
| Num                            | Coureur                  | Pos                  |
| 11                             | Julien Bérard (FRA)      | 83e                  |
| 12                             | Maxime Daniel (FRA)      | 53e                  |
| 13                             | Nico Denz (GER)          | 40e                  |
| 14                             | Samuel Dumoulin (FRA)    | 2e                   |
| 15                             | Damien Gaudin (FRA)      | 67e                  |
| 16                             | Quentin Jauregui (FRA)   | 86e                  |
| 17                             | Sébastien Turgot (FRA)   | 65e                  |
| 18                             | Gediminas Bagdonas (LTU) | 56e                  |
| Directeur sportif : Gilles Mas |                          |                      |

| FDJ                                 | FDJ                            | FDJ |
| ----------------------------------- | ------------------------------ | --- |
| Num                                 | Coureur                        | Pos |
| 21                                  | Arnaud Courteille (FRA)        | 48e |
| 22                                  | Kenny Elissonde (FRA)          | 21e |
| 23                                  | Marc Fournier (FRA)            | AB  |
| 24                                  | Alexandre Geniez (FRA)         | 3e  |
| 25                                  | Jérémy Maison (FRA)            | 47e |
| 26                                  | Laurent Pichon (FRA)           | 11e |
| 27                                  | Cédric Pineau (FRA)            | 62e |
| 28                                  | Pierre-Henri Lecuisinier (FRA) | 59e |
| Directeur sportif : Thierry Bricaud |                                |     |

| Direct Énergie DEN                   | Direct Énergie DEN       | Direct Énergie DEN |
| ------------------------------------ | ------------------------ | ------------------ |
| Num                                  | Coureur                  | Pos                |
| 31                                   | Lilian Calmejane (FRA)   | 8e                 |
| 32                                   | Jérémy Cornu (FRA)       | 63e                |
| 33                                   | Romain Guillemois (FRA)  | 46e                |
| 34                                   | Fabrice Jeandesboz (FRA) | 51e                |
| 35                                   | Sylvain Chavanel (FRA)   | 23e                |
| 36                                   | Perrig Quéméneur (FRA)   | 75e                |
| 37                                   | Romain Sicard (FRA)      | 35e                |
| 38                                   | Guillaume Thévenot (FRA) | AB                 |
| Directeur sportif : Benoît Génauzeau |                          |                    |

| Fortuneo-Vital Concept FVC       | Fortuneo-Vital Concept FVC | Fortuneo-Vital Concept FVC |
| -------------------------------- | -------------------------- | -------------------------- |
| Num                              | Coureur                    | Pos                        |
| 41                               | Jean-Marc Bideau (FRA)     | 39e                        |
| 42                               | Maxime Cam (FRA)           | 77e                        |
| 43                               | Pierrick Fédrigo (FRA)     | 31e                        |
| 44                               | Brice Feillu (FRA)         | 61e                        |
| 45                               | Armindo Fonseca (FRA)      | 10e                        |
| 46                               | Kévin Ledanois (FRA)       | 68e                        |
| 47                               | Julien Loubet (FRA)        | 42e                        |
| 48                               | Arnaud Gérard (FRA)        | 16e                        |
| Directeur sportif : Roger Tréhin |                            |                            |

| Cofidis COF                        | Cofidis COF             | Cofidis COF |
| ---------------------------------- | ----------------------- | ----------- |
| Num                                | Coureur                 | Pos         |
| 51                                 | Loïc Chetout (FRA)      | AB          |
| 52                                 | Nicolas Edet (FRA)      | 33e         |
| 53                                 | Romain Hardy (FRA)      | 54e         |
| 54                                 | Arnold Jeannesson (FRA) | 25e         |
| 55                                 | Anthony Perez (FRA)     | 72e         |
| 56                                 | Stéphane Rossetto (FRA) | 58e         |
| 57                                 | Julien Simon (FRA)      | 4e          |
| 58                                 | Anthony Turgis (FRA)    | 70e         |
| Directeur sportif : Alain Deloeuil |                         |             |

| HP BTP-Auber 93 AUB                | HP BTP-Auber 93 AUB      | HP BTP-Auber 93 AUB |
| ---------------------------------- | ------------------------ | ------------------- |
| Num                                | Coureur                  | Pos                 |
| 61                                 | Romain Feillu (FRA)      | 5e                  |
| 62                                 | César Bihel (FRA)        | 19e                 |
| 63                                 | Alo Jakin (EST)          | 17e                 |
| 64                                 | Julien Guay (FRA)        | 26e                 |
| 65                                 | Guillaume Levarlet (FRA) | AB                  |
| 66                                 | Anthony Maldonado (FRA)  | 60e                 |
| 67                                 | Maxime Renault (FRA)     | 9e                  |
| 68                                 | Théo Vimpère (FRA)       | 29e                 |
| Directeur sportif : Stephan Gaudry |                          |                     |

| Roubaix Métropole européenne de Lille RML | Roubaix Métropole européenne de Lille RML | Roubaix Métropole européenne de Lille RML |
| ----------------------------------------- | ----------------------------------------- | ----------------------------------------- |
| Num                                       | Coureur                                   | Pos                                       |
| 71                                        | Rudy Barbier (FRA)                        | AB                                        |
| 72                                        | Dieter Bouvry (BEL)                       | 57e                                       |
| 73                                        | Florent Pereira (FRA)                     | 43e                                       |
| 74                                        | Jérémy Leveau (FRA)                       | 13e                                       |
| 75                                        | Louis Verhelst (BEL)                      | AB                                        |
| 76                                        | Félix Pouilly (FRA)                       | AB                                        |
| 77                                        | Jimmy Turgis (FRA)                        | 32e                                       |
| 78                                        | Maxime Vantomme (BEL)                     | 7e                                        |
| Directeur sportif : Frédéric Delcambre    |                                           |                                           |

| Delko-Marseille Provence-KTM DMP    | Delko-Marseille Provence-KTM DMP | Delko-Marseille Provence-KTM DMP |
| ----------------------------------- | -------------------------------- | -------------------------------- |
| Num                                 | Coureur                          | Pos                              |
| 81                                  | Daniel Díaz (ARG)                | AB                               |
| 82                                  | Rémy Di Grégorio (FRA)           | AB                               |
| 83                                  | Julien El Fares (FRA)            | 27e                              |
| 84                                  | Christophe Laborie (FRA)         | AB                               |
| 85                                  | Yannick Martinez (FRA)           | 74e                              |
| 86                                  | Quentin Pacher (FRA)             | 55e                              |
| 87                                  | Delio Fernández (ESP)            | AB                               |
| 88                                  | Leonardo Duque (COL)             | 38e                              |
| Directeur sportif : Gilles Pauchard |                                  |                                  |

| Roth ROT                        | Roth ROT                 | Roth ROT |
| ------------------------------- | ------------------------ | -------- |
| Num                             | Coureur                  | Pos      |
| 91                              | Nicolas Baldo (FRA)      | AB       |
| 92                              | Grischa Janorschke (GER) | AB       |
| 93                              | Martin Kohler (SUI)      | 80e      |
| 94                              |                          |          |
| 95                              | Dylan Page (SUI)         | AB       |
| 96                              | Frank Pasche (SUI)       | AB       |
| 97                              | Colin Stüssi (SUI)       | AB       |
| 98                              |                          |          |
| Directeur sportif : Uwe Peschel |                          |          |

| Armée de Terre ADT               | Armée de Terre ADT     | Armée de Terre ADT |
| -------------------------------- | ---------------------- | ------------------ |
| Num                              | Coureur                | Pos                |
| 101                              | Benjamin Thomas (FRA)  | AB                 |
| 102                              | Thibault Ferasse (FRA) | AB                 |
| 103                              | Yann Guyot (FRA)       | 41e                |
| 104                              | Kévin Lebreton (FRA)   | 30e                |
| 105                              | Romain Le Roux (FRA)   | 49e                |
| 106                              | Jérôme Mainard (FRA)   | 34e                |
| 107                              | Clément Penven (FRA)   | 84e                |
| 108                              | Jimmy Raibaud (FRA)    | 82e                |
| Directeur sportif : Cédric Barre |                        |                    |

| Euskadi Basque Country-Murias EUS | Euskadi Basque Country-Murias EUS | Euskadi Basque Country-Murias EUS |
| --------------------------------- | --------------------------------- | --------------------------------- |
| Num                               | Coureur                           | Pos                               |
| 111                               | Gotzon Udondo (ESP)               | AB                                |
| 112                               | Pello Olaberria (ESP)             | 79e                               |
| 113                               |                                   |                                   |
| 114                               | Aritz Bagües (ESP)                | 15e                               |
| 115                               |                                   |                                   |
| 116                               |                                   |                                   |
| 117                               | Eneko Lizarralde (ESP)            | AB                                |
| 118                               | Ander Barrenetxea (ESP)           | AB                                |
| Directeur sportif : Jon Odriozola |                                   |                                   |

| Wallonie Bruxelles-Group Protect WBC | Wallonie Bruxelles-Group Protect WBC | Wallonie Bruxelles-Group Protect WBC |
| ------------------------------------ | ------------------------------------ | ------------------------------------ |
| Num                                  | Coureur                              | Pos                                  |
| 121                                  | Sébastien Delfosse (BEL)             | 64e                                  |
| 122                                  | Olivier Chevalier (BEL)              | 76e                                  |
| 123                                  | Julien Stassen (BEL)                 | 71e                                  |
| 124                                  | Grégory Habeaux (BEL)                | 50e                                  |
| 125                                  | Tom Dernies (BEL)                    | 69e                                  |
| 126                                  | Olivier Pardini (BEL)                | 6e                                   |
| 127                                  | Ludwig De Winter (BEL)               | 85e                                  |
| 128                                  | Baptiste Planckaert (BEL)            | 1er                                  |
| Directeur sportif : Olivier Kaisen   |                                      |                                      |

| Cycling Academy CAT               | Cycling Academy CAT            | Cycling Academy CAT |
| --------------------------------- | ------------------------------ | ------------------- |
| Num                               | Coureur                        | Pos                 |
| 131                               | Guillaume Boivin (CAN) (Route) | 18e                 |
| 132                               | Dan Craven (NAM) (Route)       | AB                  |
| 133                               | Ľuboš Malovec (SVK)            | AB                  |
| 134                               | Wojciech Migdał (POL)          | 44e                 |
| 135                               | Zohar Hadari (ISR)             | AB                  |
| 136                               | Mihkel Räim (EST)              | 20e                 |
| 137                               | Guy Sagiv (ISR) (Route)        | AB                  |
| 138                               | Aviv Yechezkel (ISR)           | AB                  |
| Directeur sportif : Ran Margaliot |                                |                     |

| Kuota-Lotto TKG                    | Kuota-Lotto TKG           | Kuota-Lotto TKG |
| ---------------------------------- | ------------------------- | --------------- |
| Num                                | Coureur                   | Pos             |
| 141                                | Felix Drumm (GER)         | AB              |
| 142                                | Richard Weinzheimer (GER) | AB              |
| 143                                | Christopher Hatz (GER)    | AB              |
| 144                                | Lukas Löer (GER)          | AB              |
| 145                                | Tobias Knaup (GER)        | 81e             |
| 146                                | Marcel Meisen (GER)       | 14e             |
| 147                                | Dario Rapps (GER)         | 87e             |
| 148                                |                           |                 |
| Directeur sportif : Detlef Kurzweg |                           |                 |

| Bridgestone Anchor BGT                | Bridgestone Anchor BGT | Bridgestone Anchor BGT |
| ------------------------------------- | ---------------------- | ---------------------- |
| Num                                   | Coureur                | Pos                    |
| 151                                   | Thomas Lebas (FRA)     | 22e                    |
| 152                                   | Damien Monier (FRA)    | AB                     |
| 153                                   | Sho Hatsuyama (JPN)    | AB                     |
| 154                                   | Kōhei Uchima (JPN)     | AB                     |
| 155                                   | Ryu Suzuki (JPN)       | 37e                    |
| 156                                   | Hiroshi Tsubaki (JPN)  | AB                     |
| 157                                   | Kazuo Inoue (JPN)      | AB                     |
| 158                                   |                        |                        |
| Directeur sportif : Takehiro Mizutani |                        |                        |

| 3M MMM                           | 3M MMM                 | 3M MMM |
| -------------------------------- | ---------------------- | ------ |
| Num                              | Coureur                | Pos    |
| 161                              | Gertjan De Vos (BEL)   | 73e    |
| 162                              | Laurent Évrard (BEL)   | AB     |
| 163                              | Jelle Goderis (BEL)    | AB     |
| 164                              | Piotr Havik (NED)      | 45e    |
| 165                              | Dick Janssen (NED)     | 78e    |
| 166                              | Jimmy Janssens (BEL)   | 24e    |
| 167                              | Bob Schoonbroodt (NED) | 52e    |
| 168                              |                        |        |
| Directeur sportif : Frank Boeckx |                        |        |